# Steve Marmel
Steve Marmel (Los Angeles, 1964) è un autore televisivo e produttore televisivo statunitense che ha lavorato in molte serie televisive d'animazione, compreso Due fantagenitori, I Griffin e Yin Yang Yo!.
Durante il suo lavoro in Due fantagenitori ha spesso co-scritto episodi con Butch Hartman, dal 2001 al 2006.